# Pinnatella taiwanensis
Pinnatella taiwanensis là một loài Rêu trong họ Neckeraceae. Loài này được Nog. miêu tả khoa học đầu tiên năm 1939.